# تشارلز جوست بيرشل
تشارلز جوست بيرشل هو دبلوماسي كندي، ولد في 1 يوليو 1876، وتوفي في 12 أغسطس 1967.